# Isabel Lucas
Isabel Lucas (sinh ngày 29 tháng 01 năm 1985) là một nữ diễn viên kiêm người mẫu người Úc và được biết đến với vai diễn Tasha Andrews trên truyền hình Úc mang tên Home and Away (2003-2006). Lucas chuyển đến Los Angeles vào đầu năm 2008 và kể từ đó cô có điều kiện tham gia các dự án phim và truyền hình Transformers: Revenge of the Fallen (Bại binh phục hận), Daybreakers.... Sau The Pacific, The Waiting City và Daybreakers, Isabel Lucas đang tham gia 4 bộ phim điện ảnh khác trong đó năm 2011, cô vào vai nữ thần Athena trong Immortals.

## Cuộc đời & Sự nghiệp

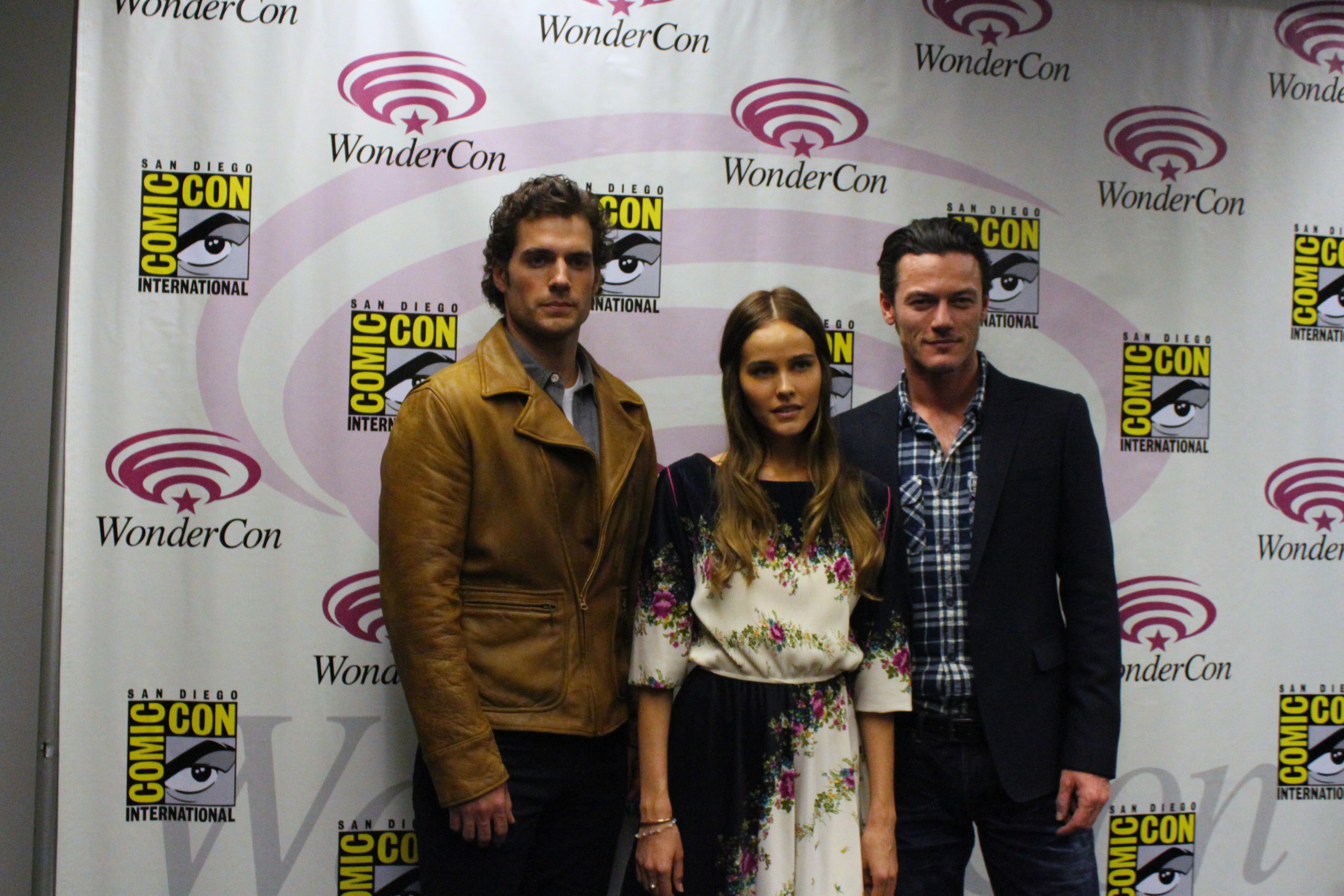
Isabel Lucas (giữa) cùng Henry Cavill (trái) và Luke Evans (phải) tại WonderCon 2011 ở San Francisco, trong sự kiện quảng bá cho phim Immortals.

Isabel Lucas sinh tại Sydney, Úc, vào ngày 29 tháng 1 năm 1985, [1] [5] và là con gái của Andrew, một nông dân sinh học và phi công đã nghỉ hưu, và Beatrice, một giáo viên có nhu cầu đặc biệt. [6] [7] Cha cô là người Úc và mẹ cô là người Thụy Sĩ. Em gái cô, Nini, lớn hơn hai tuổi và làm luật sư môi trường. [7] Lucas có thể nói tiếng Pháp và tiếng Thụy Sĩ-Đức ngoài tiếng Anh. [1] Khi còn nhỏ, Lucas sống ở Cairns, Queensland. Cô cũng sống ở Thụy Sĩ và Kakadu, thuộc Lãnh thổ phía Bắc của Úc. Lucas theo học Đại học St. Monica ở Cairns. [8]
Lucas được sinh ra ở Melbourne. Thời còn trẻ, Lucas sống ở Cairns, Queensland. Cô cũng từng sống ở Thụy Sĩ và Kakadu. Cô có mẹ là giáo viên người Thụy Sĩ và cha là phi công người Úc. Cô có thể nói tiếng Đức và Pháp. Isabel là người mẫu, đồng thời từng là bạn gái của Chris Hemsworth, Adrien Grenier (phim truyền hình Entourage) và Jared Leto (bồ cũ của Lindsay Lohan). Trước khi đóng Transformers 2, cô tham gia bộ phim truyền hình The Pacific do Steven Spielberg và Tom Hanks sản xuất.
Trong cuộc cạnh tranh, Isabel trở thành đối thủ đáng gờm của Megan Fox trên con đường phát triển sự nghiệp ở Hollywood, khi cô được đạo diễn Michael Bay mời tham gia Transformers 2: Revenge of the Fallen (Bại binh phục hận). Nhân vật của cô trong phim thuộc phe robot xấu Decepticon.
Isabel Lucas không chỉ hấp dẫn bởi những đường cong nóng bỏng mà cô còn thu hút vì khuôn mặt vừa trẻ thơ vừa hoang dã. Cô không thường trang điểm khi ra đường, không thích đeo trang sức, và là một người tôn vinh vẻ đẹp tự nhiên. Cô ưa chuộng đồ làm từ cotton hơn vải sợi nhân tạo, rất thích đồ thêu và mê những chiếc nón. Phong cách của Isabel Lucas luôn gợi lên một hình ảnh nữ tính nhưng không kiêu kỳ, rất tự nhiên và tươi tắn.